# حسن باكندام
حسن باكندام (19 مايو 1934 – 16 يوليو 2013) هو ملاكم إيراني راحل، مثّل بلاده في الألعاب الأولمبية الصيفية 1964.

## روابط خارجية
حسن باكندام على موقع أوليمبيديا (الإنجليزية)